# Thagona
Thagona é um gênero de traça pertencente à família Arctiidae.